# Rodos FC
El Rodos FC es un equipo de fútbol de Rodas, Grecia que juega en la Gamma Ethniki, la tercera división de fútbol en el país.

## Historia
Fue fundado en el año 1968 en la ciudad de Rodas luego de la fusión de los equipos Diagoras, Dioreas y Rodiakos, los cuales se vieron forzados a fusionarse a causa de los problemas financieros provocados por la dictadura que había en Grecia durante finales de la década de los años 1960s.
Entre finales de los años 1970s e inicios de la década de los años 1980s el club llegó a jugar en la Superliga de Grecia, en la cual han disputado más de 130 partidos, con más de 30 victorias, pero con más de 70 derrotas, han anotado más de 130 goles pero han recibido más de 220.

## Palmarés
- Primera División de Dodekanisa: 1

2015/16

## Jugadores

### Jugadores destacados
- Nikitaras Pelekis
- Ilias Stogiannnis